# Psammophylax rhombeatus
Psammophylax rhombeatus es un reptil que se encuentra comúnmente en todo el África austral. Esta serpiente levemente venenosa tiene un papel similar en su ecosistema y muchas similitudes ancestrales con otras serpientes Psammophis.

## Descripción
El color de la Psammophylax rhombeatus varía desde el gris hasta diferentes tonos de marrón. En relación con su nombre, el dorso de esta especie tiene un patrón de rombos que se presentan en diferentes patrones y colores. El color de la serpiente por debajo varía del amarillo al blanco. 
En cuanto a la longitud, suele medir entre 45 y 85 centímetros, llegándose a encontrar ejemplares de hasta 140 centímetros.
La Psammophylax rhombeatus, al igual que sus parientes cercanos del género Psammophylax, pone huevos y caza activamente a sus presas. Esto refleja comportamientos típicos de las culebras látigo. Sin embargo, a diferencia de las culebras látigo de cuerpo delgado, tiene una constitución más robusta. Esta diferencia en la forma del cuerpo probablemente refleja cómo cada especie se ha adaptado a su entorno y estilo de vida específicos.

## Nombre
El origen del nombre Skaapsteker significa "apuñaladora de ovejas" o "aguijón de ovejas". Esto se debe a la creencia errónea común de que esta serpiente era responsable de la muerte de una gran cantidad de ovejas. Esto es incorrecto porque la muerte de ovejas son causadas por otra variedad de serpiente, muy probablemente la Naja nivea, también conocida como Cobra del Cabo.